# Deepwater
Deepwater è un film del 2005 diretto da David S. Marfield, tratto da un romanzo di Matthew F. Jones.

## Trama
Un misterioso ragazzo cinese, Nat, dopo aver salvato la vita a Finch si ritrova nella località di Deepwater.
Affinché Nat possa inseguire il suo sogno e riuscire ad avere un allevamento di struzzi, Finch gli offre un lavoro da svolgere nella sua proprietà. Nat si ritrova così in un posto apparentemente tranquillo, finché non accade un imprevisto colpo di scena.